# Johannes Trüper

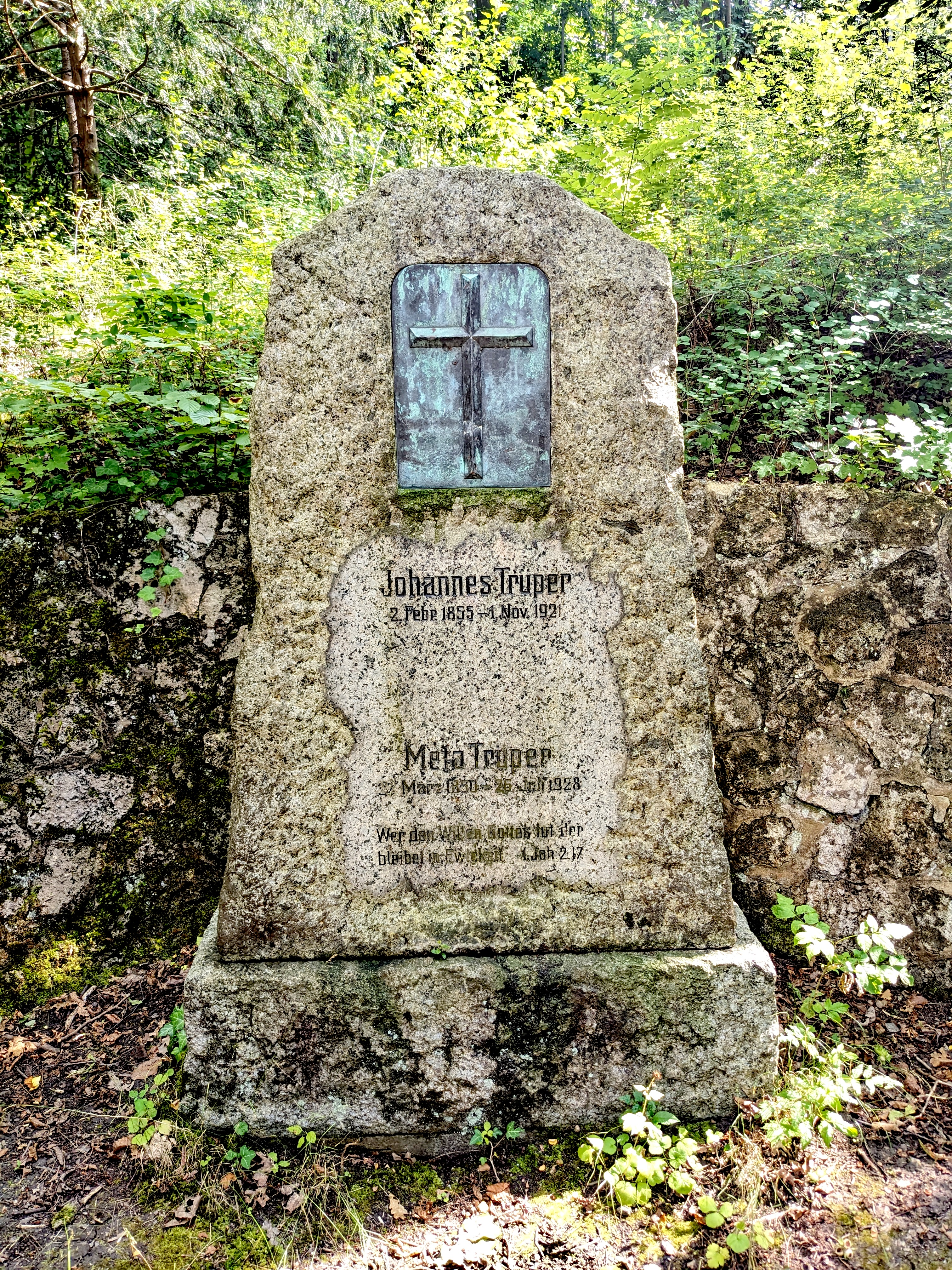
Grabmal von Johannes und Meta Trüper, 2024

Johannes Trüper (* 2. Februar 1855 in Rekum/Landkreis Blumenthal; † 1. November 1921 in Jena) war ein deutscher Pädagoge aus dem Kreis der Thüringer Erzieher und Mitbegründer der Heilpädagogik sowie angrenzender pädagogischer Arbeitsfelder. Er vertrat eine lebensnahe Pädagogik, die auf konkretes, gemeinschaftsorientiertes Handeln ausgerichtet ist und dem Einzelnen durch einen möglichst breit gefächerten Ansatz in Förderung und Erziehung begegnen will. Seine Arbeit wurzelt in christlichen Glaubensüberzeugungen und Ideen der Sozialfürsorge des ausgehenden 19. Jahrhunderts. Sein Psychopathie-Konzept bahnte ein neues Verständnis beeinträchtigter Kinder und Jugendlicher an, indem es an Stelle einer vermeintlichen charakterlich-moralischen Minderwertigkeit von deren gesundheitlicher und sozialer Situation ausging, und eine Verknüpfung von eingehender Erziehung und Therapie anstrebte.
Besondere Bedeutung erlangte er durch die Gründung eines neuartigen Heimes für Schülerinnen und Schüler, die aufgrund verschiedener Beeinträchtigungen im damaligen Schulwesen keinen Platz fanden.

## Leben
Trüper, der sich später Johannes nannte, kam 1855 als das vierte von sechs Kindern des Schiffszimmermannes Johann Trüper und seiner Ehefrau Anna Meta, geb. Chantelau, zur Welt. Er besuchte zunächst die Volksschule und – für ihn weitaus bedeutsamer – eine höhere Privatschule mit bemerkenswertem Erfolg. Dabei durfte er als Jugendlicher bereits aushilfsweise an einer Dorfschule unterrichten und erste Lehrerfahrung sammeln. Mit 17 Jahren trat er in das Bremer Lehrerseminar ein, war jedoch von der Überbetonung bloßer Wissensvermittlung gegenüber psychologischen Aspekten sowie vom Zustand des Schulwesens seiner Zeit schwer enttäuscht.
Nach seinem Examen unterrichtete der junge Lehrer mehrere Jahre in Schulen bei Bremen. In dieser Zeit trat er dem Lehrerverein bei und setzte sich in zahlreichen Aufsätzen kritisch mit Mängeln des Schulsystems und anderen sozialen Fragen in Zusammenhang mit der Erziehung heranwachsender Persönlichkeiten auseinander. In Bremen kam Trüper auch mit dem Pädagogen Friedrich Wilhelm Dörpfeld in Verbindung, der seine Arbeit in pädagogischer und philosophischer Hinsicht sehr bereicherte. Anfänglichen Kontakten über Fachpublikationen folgte eine enge persönliche Bekanntschaft; zuletzt ordnete er dessen Nachlass.
Nicht zuletzt aus gesundheitlichen Gründen bat Trüper schließlich um Beurlaubung vom Schuldienst und ging 1887 nach Jena, um dort ein fachlich breit angelegtes Studium unter anderem in Philosophie, Pädagogik, Psychiatrie und Naturwissenschaften aufzunehmen. Er profitierte dabei maßgeblich vom intellektuellen Klima an der Universität und der sich dort sammelnden pädagogischen Fachkompetenz. So kam er – teils persönlich – mit vielen der bedeutendsten Gelehrten seiner Zeit in Kontakt und hörte Vorlesungen bei Wilhelm Rein, Ernst Haeckel, Rudolf Eucken und Otto Binswanger.
Seine weiteren Studien- und Promotionsvorhaben gab er jedoch auf, als er gebeten wurde, einen seelisch beeinträchtigten, intellektuell begabten Jungen, für den sich nach einer Konsultation bei Otto Binswanger keine adäquate Unterbringung finden ließ, einige Zeit zu betreuen. Da ihn diese Aufgabe begeisterte und offensichtlich Bedarf vorhanden war, nahm Trüper nach und nach weitere Kinder auf, und beschloss, sich diese Arbeit zur Lebensaufgabe zu machen.
1890 gründete Trüper in Jena sein Heim für entwicklungsgeschädigte und -gestörte Kinder, für das er zwei Jahre später die Sophienhöhe, ein ehemaliges Sanatorium, erwarb. Unter verschiedenen Bezeichnungen und wechselnden Rahmenbedingungen entfaltete dieses Heim seine umfassende heil- und sozialpädagogische Konzeption für Kinder und Jugendliche mit verschiedenen Beeinträchtigungen. Nachhaltige Unterstützung – auch in finanzieller Hinsicht – erfuhr Johannes durch seine Schwester Meta Trüper, die seine Arbeit lebenslang begleitete.
Zusammen mit Julius Ludwig August Koch, dem Direktor der Staatsirrenanstalt Zwiefalten (heute: Münsterklinik), Christian Ufer, einem Regelschullehrer, und dem evangelischen Theologen Friedrich Zimmer, Begründer des Evangelischen Diakonievereins, rief er 1895 die Zeitschrift Die Kinderfehler ins Leben, „die auf ihrem Gebiet [...] für die Entwicklung der Heilpädagogik von höchster Bedeutung geworden“ ist. 1900 erhielt das Blatt seinen späteren Namen Zeitschrift für Kinderforschung. Mit besonderer Berücksichtigung der pädagogischen Pathologie. Die Zeitschriftengründer waren zugleich Herausgeber, wobei Trüper die Schriftleitung übernahm. Bis zu seinem Tod war das Periodikum Organ des Vereins für Kinderforschung, an dessen Gründung 1898 er beteiligt gewesen war. Ein Höhepunkt seines öffentlichen Wirkens war der Kongreß für Kinderforschung und Jugendfürsorge, der vom 1. bis 4. Oktober 1906 in Berlin stattfand und an dem über 700 Personen teilnahmen.
1896 heiratete Trüper Elisabeth Melaleuka Dörr, Tochter eines Bonner Apothekers aus dem Umkreis Friedrich Wilhelm Dörpfelds. Aus dieser Ehe gingen sechs Kinder hervor, die später die pädagogische Arbeit ihres Vaters fortsetzten. Der Überlieferung nach prägte Elisabeth Melaleuka die Atmosphäre der Heimgemeinschaft entscheidend mit; wie sich jedoch die offenbar „glückliche“ Beziehung der beiden unter den ständigen Herausforderungen des Heimlebens gestaltete, ist nicht näher bekannt.
Trüper starb im Alter von 66 Jahren infolge einer Krebserkrankung, nachdem es ihm zuvor gelungen war, den Heimbetrieb geordnet zu übergeben. Er wurde im Park der Sophienhöhe begraben.
Ein Teil seines, bisher nicht vollständig aufgearbeiteten, Nachlasses befindet sich im Heilpädagogischen Archiv der Humboldt-Universität Berlin sowie bei weiteren wissenschaftlichen Institutionen und in Familienbesitz.

### Ehrungen
- Eine Schule für Erziehungshilfe in Chemnitz wurde nach ihm benannt.
- Die Johann-Trüper-Straße in Bremen-Rekum wurde nach ihm benannt.
- Der Weg zur „Sophienhöhe“ in Jena erhielt 1991 den Namen „Trüperweg“.

## Pädagogische Konzeption

### Grundzüge und Ideen
Trüper strebte im Grundsatz eine lebensnahe Pädagogik an, die mit ihrem breit ausgelegten Ansatz die Persönlichkeit seiner (beeinträchtigten) Schüler als Ganzes erfasst und sie durch eine eingehende, auf den Einzelnen abgestimmte Erziehung befähigt, aktiv am Gesellschaftsleben teilzunehmen. Prägende Leitgedanken sind dabei der „erziehende Unterricht“, der neben der Vermittlung von Lerninhalten zugleich die Weiterentwicklung der Persönlichkeit unterstützen soll, und die neu eingeführte Verknüpfung von Therapie und Medizin, um den Problemen belasteter Schüler umfassend gerecht zu werden.
Praktisches Handeln und Arbeiten (etwa in den Anlagen des Heims) wird, neben dem eigentlichen Unterricht, ein wichtiges Element der Erziehung zu einem selbständigen Leben. Durch diese Erweiterung des pädagogischen Programms können auch schwerer beeinträchtigte Schüler zu einer sinnvollen Beschäftigung finden und konkrete Fertigkeiten erwerben.
Im Trüper'schen Ansatz werden beeinträchtigte Jugendliche neu als Mitmenschen mit charakteristischen Eigenschaften, Stärken und Schwächen wahrgenommen, deren Probleme man durch gezielte Erziehung angehen muss, um ihnen bessere Werdechancen zu ermöglichen. Eine entscheidende Rolle spielt dabei die Erzieherpersönlichkeit, die sich selbst stark und authentisch einbringen muss und dabei fortwährend vor der Aufgabe steht, psychologisches Fachwissen mit pädagogischer Intuition zu verbinden, um in der jeweiligen konkreten, individuellen Situation zu angemessenen Lösungen zu gelangen.
Trotz des stark auf die Einzelsituation ausgerichteten Erziehungsmodells bleibt die Erziehung in der und für die Gemeinschaft erklärtes Ziel, wobei Trüper die gegenseitige Unterstützung zwischen (verschiedenartig beeinträchtigten) Kindern besonders betont. Strafen als Erziehungsmittel werden – besonders in der Heilpädagogik – entgegen traditioneller Vorstellungen zurückgenommen; der Erzieher bleibt dennoch stets eine wohlwollende, einsichtige und glaubhafte, aber bestimmte Autorität. Eine deutlichere Akzentuierung der Selbstentfaltung von Kindern nach deren Wertevorstellungen, wie sie nachfolgende Ansätze propagieren, wird abgelehnt.
Trüpers Pädagogik stützt außerdem auf ein zeittypisches positives Bild der Natur sowie auf ein christlich inspiriertes Idealbild der Familie als beschützender Ort des Heranwachsens. Vom Kontakt mit der „freien Natur“ erhoffte er sich, insbesondere im Gegensatz zu den Stadtlandschaften der frühen Industrialisierung, vielfältige Impulse für eine gelingende Persönlichkeitsentwicklung; die Familie soll hingegen als Baustein der Gesellschaft eine rollengerechte Erziehung durch liebevolle Vorbilder gewährleisten.
Bezüglich der Lerninhalte fordert Trüper allgemein die Aktualisierung der damaligen Vorgaben, sodass die Lernenden in ihrer, durch die aufkommende Industrialisierung vielfach ungewöhnlich schwierige, Lebenssituation angesprochen werden können und die Erziehung sie auf das Leben in der veränderten Gesellschaft vorbereitet.
Insbesondere für seine förderungsbedürftigen Schüler, jedoch auch für das gesamte Schulsystem, strebt er eine Konzentration und Reduktion des Lernstoffs an, um eine Überforderung der Schüler, die Fehlentwicklungen begünstigen könnte, und eine Überfrachtung mit unverstandenem Buchwissen ohne konkrete Bezüge zu verhindern.

### Umsetzung und Arbeitsweise
Trüper legte seiner Heimerziehung das – zu seiner Zeit noch vielfach angezweifelte – Prinzip der Koedukation  zugrunde, da er im möglichst unkomplizierten Zusammenleben von Jungen und Mädchen eine wichtige Vorbereitung auf ein aktives Leben sah; damit verband sich jedoch keinesfalls eine tiefgreifendere Kritik an den traditionellen Rollen- und Moralvorstellungen.
Der Unterricht wurde grundsätzlich in drei Klassenstufen erteilt, die ungefähr auf verschiedene Anforderungsniveaus des allgemeinen Schulsystems abgestimmt waren. Unterrichtet wurde jedoch regulär auch in flexibel gebildeten Gruppen mit gleichen Lernbedürfnissen. Entsprechend begabte Schüler konnten extern das Abitur ablegen und dennoch zugleich Heimbewohner bleiben.

## Pädagogische Praxis: Die Sophienhöhe

### Ursprüngliches Konzept
Trüpers Konzeption entwickelte sich im Wesentlichen in der pädagogischen Praxis seines Heims, der Sophienhöhe bei Jena, das vor allem in der Zeit bis zum Ersten Weltkrieg schrittweise aufgebaut wurde. Knapp 30 Pädagogen betreuten dort nach dem, damals noch ungewöhnlichen, Prinzip der Koedukation etwa 125 Schüler mit unterschiedlichen Erkrankungen und Schwierigkeiten. Darunter befanden sich auch Kinder und Jugendliche, die nicht hauptsächlich gesundheitliche, sondern schulische und soziale Probleme aus ihrem ursprünglichen Umfeld mitbrachten.
Die – betont eng verbundene – Heimgemeinschaft war in Familien nachempfundenen Gruppen organisiert: Die Kinder hatten jeweils eine feste Bezugsperson zur Betreuung, die in der Regel auch bei ihrer Gruppe auf der Sophienhöhe wohnte und eng in das Heim eingebunden war. Die Organisation setzte dabei klar auf Autorität und Hierarchie. Diese enge Einbindung schuf einerseits eine menschlich wie pädagogisch sehr intensive Situation, forderte jedoch extremen Einsatz vonseiten des Personals und brachte aus heutiger Sicht durchaus problematische Arbeitsbedingungen mit sich.
Die Sophienhöhe bot eine vergleichsweise moderne Infrastruktur, die mehrere Wohngebäude für die Gruppen sowie Wirtschafts- und Gemeinschaftsräume umfasste. Die Einrichtung verfügte über eine eigene Landwirtschaft und Gärtnerei, eine Tischler- und Schlosserwerkstatt – alle nicht zuletzt zur praktischen Betätigung der Jugendlichen – sowie unter anderem Möglichkeiten für technischen Anschauungsunterricht, ein Schwimmbad und eine Turnhalle mit Versammlungsmöglichkeit. Auf diese Weise fand der umfassende Ansatz Trüpers in der Gemeinschaft der „Sophienhöher“ eine praktische Umsetzungsmöglichkeit.

### Weitere Entwicklung
Nach dem Tod ihres Gründers geriet die Sophienhöhe zunächst in konzeptionelle und finanziell-organisatorische Schwierigkeiten: Besonders die veränderten gesellschaftlich-politischen Rahmenbedingungen stellten die Arbeit vor neue Herausforderungen, die jedoch unter dem neuen Leiter Otto Haase (bis 1930) mit neuen Impulsen erfolgreich angegangen werden konnten. Im Anschluss wurde das Heim, zeitweise unter Mitwirkung von Hanns Eyferth, erneut von Nachkommen Trüpers geführt.
In der Zeit des Nationalsozialismus musste sich auch dieses Heim einem System stellen, das den Ideen der Heilpädagogik fundamental entgegengesetzt war. Unter schwierigsten Bedingungen wurde, auch mittels möglichst geringfügiger Anpassung, versucht, die Arbeit im Interesse der Schüler fortzusetzen, was offenbar in vielen Fällen gelang. Einzelheiten sind jedoch nicht immer eindeutig zu klären und aufzuarbeiten.

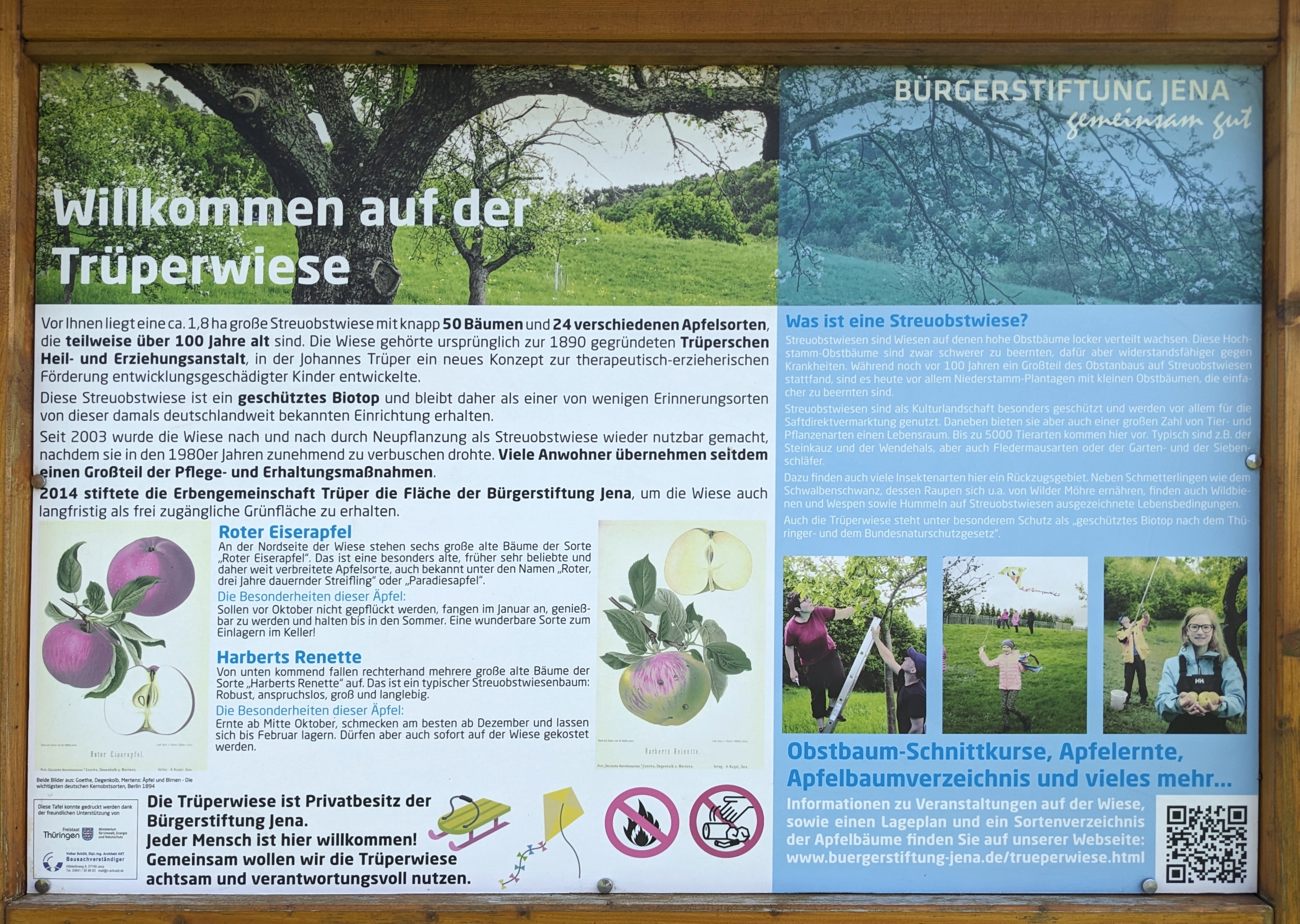
Informationstafel zur Trüperwiese an den Kernbergen in Jena, 2025

In der Nachkriegszeit bestand das Heim zunächst unter Leitung der Familie fort, fand jedoch im Schulsystem der DDR keine aussichtsreiche Zukunftsperspektive; nach deren Rückzug wurde es in eine Sonderschule im Sinne sozialistischer Praxis umgeformt und bestand so in unterschiedlicher Prägung bis 1966. Zuletzt führten konzeptionelle und bauliche Mängel, vor allem jedoch ein schwerer Brand, bei dem mehrere Schüler zu Tode kamen, zur Schließung des Heims. Danach dienten die Gebäude als Lehrlingswohnheim. Nach dem Ende der DDR war es den Nachkommen nicht möglich, die Arbeit Trüpers in Jena fortzusetzen. In den 1990er Jahren wurde der nunmehr leer stehende Heimkomplex abgebrochen, und das Gelände fand im Wohnbau (Straßen Sophienhöhe und Am Röthang) eine neue Nutzung.
Im Jahr 2014 stiftete die Erbengemeinschaft eine rund 1,3 Hektar große Streuobstwiese östlich der Kernbergstraße, die ursprünglich zum Heim gehört hatte, der Bürgerstiftung Jena Saale-Holzland. Damit bleibt dieses Grundstück als Trüperwiese (Lage) langfristig zur öffentlichen Nutzung als Naherholungsgebiet erhalten.

## Konzeption und Diskussion
Bedeutung und Potential des Trüper'schen Heilerziehungskonzepts lassen sich nur schwer eindeutig und einheitlich beurteilen. Zweifellos war es bei seiner Entstehung ein grundlegender Neuansatz im Umgang mit beeinträchtigten Kindern und stieß dementsprechend auf großes internationales Interesse. Allerdings entwickelte es sich aus verschiedenen Gründen nach dem Tod Johannes Trüpers nicht zu einer eigenständigen Richtung weiter. Der Schwerpunkt seiner Pädagogik war stets die praktische Arbeit: Die konkrete Gesamtheit der Sophienhöhe ließ sich offenbar schwer in ein anderes Umfeld übertragen. Ein eigenes, in sich geschlossenes Theoriegebäude zu seiner Tätigkeit dort existiert gleichwohl nicht.
Die historische Bedeutung Johannes Trüpers in der Pädagogik ist wissenschaftlich bislang nicht vollständig aufgearbeitet. Das Ende des Heimbetriebs stieß bei einigen Zeitzeugen auf tiefes Unverständnis; eine Weiterführung ließ sich jedoch nicht verwirklichen. Das Entwicklungspotential seiner Pädagogik für nachfolgende heutige Ansätze wird nicht zuletzt davon abhängen, wie sein Denken aus seinem ursprünglichen, konservativen, geschichtlichen Zusammenhang gelöst und mit neuen Werthaltungen und Anforderungen – etwa der Selbstbestimmung von Kindern, oder einem gewandelten Autoritätsverständnis und Behindertenbild – in Einklang gebracht werden kann.

## Schriften (Auswahl)
- Zur Vereinfachung der Schrift unserer Schwachbegabten. Langensalza 1892.
- Psychopathische Minderwertigkeiten im Kindesalter. Ein Mahnwort für Lehrer, Eltern und Erzieher. Gütersloh 1893.
- Zur pädagogischen Pathologie und Therapie. Langensalza 1896.
- Friedrich Wilhelm Dörpfelds Sociale Erziehung in Theorie und Praxis. Gütersloh 1901.
- Die Anfänge der abnormen Erscheinungen im kindlichen Seelenleben. Altenburg 1902.
- Psychopathische Minderwertigkeiten als Ursache von Gesetzesverletzungen Jugendlicher. Langensalza 1904.
- Zur Frage der ethischen Hygiene unter besonderer Berücksichtigung der Internate. Altenburg 1904.
- Wie weit reicht das Gedächtnis Erwachsener zurück? Langensalza 1910.
- Trüpers Erziehungsheim und Jugendsanatorium auf der Sophienhöhe bei Jena. Jena 1912.
- Eine Bankrotterklärung des Schulkasernentums. o. O. u. J.
- Zur Geschichte des Schulwesens. o. O. u. J.
- Über Dörpfelds politische und soziale Reformbestrebungen. o. O. u. J.